# Universidades Politécnicas de México
Las Universidades Politécnicas forman parte del Subsistema de Universidades Tecnológicas y Politécnicas, de la Secretaría de Educación Pública de México (SEP), que imparte programas de Técnico Superior Universitario (TSU), licenciaturas en ingeniería, administrativas y humanidades, así como posgrados (especialidades, maestrías y doctorados). Sus planes de estudio se sustentan en el Modelo Educativo Basado en Competencias, con énfasis en la investigación aplicada al desarrollo tecnológico y la vinculación estrecha con los sectores productivo, público y social.

## Historia
El subsistema de universidades politécnicas (originalmente separado del subsistema de universidades tecnológicas) se estableció en 2001 con la creación de la Universidad Politécnica de San Luis Potosí, con el propósito de descentralizar la oferta de educación superior y fomentar el desarrollo regional mediante la formación de capital humano especializado. Tras más de una década de operación independiente, a partir de 2012 las Universidades Tecnológicas (UUTT) y las Universidades Politécnicas (UUPP) pasaron a coordinarse conjuntamente bajo la entonces Coordinación General de Universidades Tecnológicas y Politécnicas —hoy Dirección General de Universidades Tecnológicas y Politécnicas—, lo que permitió implementar de manera unificada opciones como BIS (2012), el Modelo Nacional de Tutorías y la Modalidad Dual (2017), y el inicio de programas de maestría en las UUTT (2018). Con la entrada en vigor de la Ley General de Educación Superior (2021) en su artículo 30, ambos subsistemas se integraron formalmente en el único Subsistema Tecnológico, consolidando un marco normativo común para su desarrollo. A partir de 2024, todas las universidades politécnicas incorporaron el título de Técnico Superior Universitario (TSU) como grado intermedio oficial.

## Cobertura y organización
Al cierre de 2024 operan 64 universidades politécnicas en 28 entidades federativas de México, todas adscritas a la Dirección General de Universidades Tecnológicas y Politécnicas de la SEP.

## Oferta académica
- Técnico Superior Universitario (TSU)
- Licenciaturas
  - Ingeniería
  - Administrativas
  - Humanidades
- Posgrado (especialidades, maestrías y doctorados)

## Listado de universidades politécnicas
Aguascalientes
- Universidad Politécnica de Aguascalientes

Baja California
- Universidad Politécnica de Baja California

Chiapas
- Universidad Politécnica de Chiapas
- Universidad Politécnica de Tapachula

Chihuahua
- Universidad Politécnica de Chihuahua

Coahuila
- Universidad Politécnica de la Región Laguna
- Universidad Politécnica de Piedras Negras
- Universidad Politécnica de Ramos Arizpe
- Universidad Politécnica Monclova–Frontera

Durango
- Universidad Politécnica de Durango
- Universidad Politécnica de Gómez Palacio
- Universidad Politécnica de Cuencamé

Estado de México
- Universidad Politécnica de Atlacomulco
- Universidad Politécnica de Atlautla
- Universidad Politécnica de Chimalhuacán
- Universidad Politécnica de Cuautitlán Izcalli
- Universidad Politécnica de Otzolotepec
- Universidad Politécnica de Tecámac
- Universidad Politécnica de Texcoco
- Universidad Politécnica del Valle de México
- Universidad Politécnica del Valle de Toluca

Guanajuato
- Universidad Politécnica de Guanajuato
- Universidad Politécnica de Pénjamo
- Universidad Politécnica del Bicentenario
- Universidad Politécnica de Juventino Rosas

Guerrero
- Universidad Politécnica del Estado de Guerrero

Hidalgo
- Universidad Politécnica de Huejutla
- Universidad Politécnica Metropolitana de Hidalgo
- Universidad Politécnica de Pachuca
- Universidad Politécnica de Tulancingo
- Universidad Politécnica de Francisco I. Madero
- Universidad Politécnica de la Energía

Jalisco
- Universidad Politécnica de la Zona Metropolitana de Guadalajara

Michoacán
- Universidad Politécnica de Uruapan
- Universidad Politécnica de Lázaro Cárdenas

Morelos
- Universidad Politécnica del Estado de Morelos

Nayarit
- Universidad Politécnica de Nayarit

Nuevo León
- Universidad Politécnica de Apodaca
- Universidad Politécnica de García

Oaxaca
- Universidad Politécnica de Nochixtlán
- Afrouniversidad Politécnica Intercultural
- Universidad Politécnica y Tecnológica del Istmo de Tehuantepec

Puebla
- Universidad Politécnica de Amozoc
- Universidad Politécnica Metropolitana de Puebla
- Universidad Politécnica de Puebla

Querétaro
- Universidad Politécnica de Querétaro
- Universidad Politécnica de Santa Rosa Jáuregui

Quintana Roo
- Universidad Politécnica de Bacalar
- Universidad Politécnica de Quintana Roo

San Luis Potosí
- Universidad Politécnica de San Luis Potosí

Sinaloa
- Universidad Politécnica de Sinaloa
- Universidad Politécnica del Mar y la Sierra

Tabasco
- Universidad Politécnica del Centro
- Universidad Politécnica del Golfo de México
- Universidad Politécnica Mesoamericana

Tamaulipas
- Universidad Politécnica de Altamira
- Universidad Politécnica de la Región Ribereña
- Universidad Politécnica de Victoria

Tlaxcala
- Universidad Politécnica de Tlaxcala
- Universidad Politécnica de Tlaxcala Región Poniente

Veracruz
- Universidad Politécnica de Huatusco

Yucatán
- Universidad Politécnica de Yucatán

Zacatecas
- Universidad Politécnica de Zacatecas
- Universidad Politécnica del Sur de Zacatecas